# Кралство Италия (1805-1814)
Кралство Италия (на италиански: Regno d'Italia; на френски: Royaume d'Italie) e бивше кралство в Северна Италия по времето на Наполеон I от 17 март 1805 – 11 април 1814 г. Кралството е образувано на 17 март 1805 г. от Италианската република, в която Наполеон е президент. В новосформираното Кралство Италия Наполеон получава титлата „крал“, а осиновеният му син Йожен дьо Боарне получава титлата „вицекрал“. На 26 май 1805 г. Наполеон е коронясан в катедралата в Милано с желязната корона от Ломбардия. Кралството включва Ломбардия, Венеция, херцогство Модена, част от Папската държава, част от кралство Сардиния и Трентино-Алто Адидже. От 1805 до 1809 г. кралство Италия включва също Истрия, Далмация и Котор, но тези територии са включени в Илирийските провинции през 1809 г. След като Наполеон I се отказва от властта, Йожен дьо Боарне се опитва да го замести, но опозицията в Сената на Кралството и въстанието в Милано (20 април 1814 г.) осуетяват плановете му.

## История
След формирането на Първата френска империя Наполеон реорганизира Италианската република в Кралство. Столицата е Милано – бившата столица на Ломбардското кралство. Наполеон е едновременно френски император и крал на Италия. Неговият осиновен син Йожен Боарне става вицекрал и наследник на трона през 1807 г. Във връзка с разгрома на Наполеон във войната от 1812 г. вицекралят Боарне е фактически владетел на Италия и по време на войната от 1813 – 1814 г. е имал тесни връзки с Франция, но с парижкият мирен договор от 1814 г. и възстановяването на предвоенните граници на Виенския конгрес, Кралство Италия е премахнато.

## Територия
Кралство Италия включва повечето от бившите австрийски територии в Северна Италия. През декември 1805 г. Австрийската империя е принудена да предаде Венеция, Далмация и Истрия на Кралство Италия. Между 1807 и 1808 г. Папската държава и Тоскана са присъединени към Франция. Някои секуларизирани църковни държави (провинции Урбино, Анкона, Мачерата) са присъединени към Кралство Италия. След поредната победа над Австрия Южен Тирол е анексиран. Въпреки това през 1809 г. Далмация и Истрия стават част от френските илирийски провинции. Населението на Кралство Италия през 1810 г. е приблизително 6 милиона души. Най-големите градове са столицата Милано, Венеция, Анкона и Болоня.

## Икономика и вътрешна политика
Наполеон продължава своята политика на модернизация. Между 1806 и 1810 г. в допълнение към Гражданския кодекс са въведени и други френски кодекси. Така законът на кралството е унифициран. Наполеон модернизира също управлението и отнема привилегиите на духовенството. Остатъците от феодализма са елиминирани. Принудителният труд и робството също са премахнати без обезщетение. Конституцията се характеризира със силна изпълнителна власт.
В армията и администрацията се създават нови елити. В много отношения Италианската република и Кралство Италия се развиват. Страната обаче е изцяло под френски контрол. Те са ограничени в политическите и гражданските права. Законодателното събрание през 1805 г. се осмелява да намали данъка, заради което е разпуснато завинаги.
В същото време икономиката на страната се намира в сферата на влияние на икономическата политика на Наполеон, което е особено отразено в континенталната система. Английските продукти не са разрешени за внос. От друга страна, за френските продукти има преференциални тарифи. Континенталната система, действаща в области като производство на лен, добив и производство на желязо за оръжия, е по-слабо засегната. Като цяло този период е важен за развитието на съвременната италианска буржоазия.
При Наполеон италианското кралство става аграрната колония на Франция, снабдявайки своя метрополия със селскостопански суровини – зърно и сурова коприна – на ниски цени и купувайки животински продукти и готови промишлени продукти – тъкани, кожа, метал, метални изделия, хартия, дървен материал, вино, сол – на завишени цени. Повече от половината от общия внос и износ на стоки за и от Кралство Италия идва от и за Франция.